# Улькеншиганський сільський округ
Улькеншига́нський сільський округ (каз. Үлкен Шаған ауылдық округі, рос. Улкенагашский сельский округ) — адміністративна одиниця у складі Панфіловського району Жетисуської області Казахстану. Адміністративний центр — село Улкен-Шиган.
Населення — 11265 осіб (2021; 9581 у 2009; 9140 у 1999, 8299 у 1989).
Станом на 1989 рік існували Бірліцька сільська рада (села Алтиуй, Надек, Чижин, селище Великий Шиган), Жаркентська сільська рада (села Аккент, Жаркент) та Ортинська сільська рада (села Малий Шиган, Пригородне, Суптай, селище Молодіжний). Пізніше селище Великий Шиган та село Малий Шиган утворили новий Улькеншиганський сільський округу, до складу якого також увійшли села колишньої Жаркентської сільради.

## Склад
До складу округу входять такі населені пункти:
| Населений пункт   | Населення, осіб (1989) | Населення, осіб (1999) | Населення, осіб (2009) | Населення, осіб (2021) |
| ----------------- | ---------------------- | ---------------------- | ---------------------- | ---------------------- |
| Аккент, село      | 349                    | 371                    | 495                    | 406                    |
| Кириккудик, село  | 1751                   | 1645                   | 1745                   | 1771                   |
| Кіши-Шиган, село  | 2434                   | 2805                   | 2654                   | 3390                   |
| Улкен-Шиган, село | 3765                   | 4319                   | 4682                   | 5698                   |